# Gustav Hegi
Gustav Hegi (13 de noviembre de 1876, Rickenbach-21 de abril de 1932 , Küsnacht) fue un botánico suizo.
Enseñó en Múnich y estudió la flora de Europa central.

## Algunas publicaciones

### Libros
- 1905. Alpenflora. Die verbreitetsten Alpenpflanzen von Bayern, Österreich und der Schweiz. J. F. Lehmanns Verlag München 1905; 25ª ed. herausgegeben von Herbert Reisigl. Parey Verlag, Berlin 1977

- 1997. Illustrierte Flora von Mitteleuropa. (originalmente, de 1906 a 1929, en doce vols.) 7 vols. en Tl.Bdn. u. Lieferungen, vol.4/1, Angiospermae: Dicotyledones 2 por Gustav Hegi, Hans J. Conert, Eckehart J. Jäger, Joachim W. Kadereit, Friedrich Markgraf, Wolfram Schultze-Motel. 447 pp. ISBN 3-489-54020-4 en línea de Universitäts- und Landesbibliothek Düsseldorf o del Repositorio Digital de Institutos Científicos (Polen):
  - 1. Pteridophyta, Gymnospermae und Monocotyledones. 1906
  - 2. Monocotyledones. 1907
  - 3. Dicotyledones. 1912
  - 4,1. Dicotyledones. 1919
  - 4,3. Dicotyledones. 1924
  - 5,2. Dicotyledones. 1926
  - 5,3. Dicotyledones. 1927
  - 6,1. Dicotyledones. 1918

## Honores

### Eponimia
- (Scrophulariaceae) Euphrasia hegii Vollm.[2]
- La abreviatura «Hegi» se emplea para indicar a Gustav Hegi como autoridad en la descripción y clasificación científica de los vegetales.[3]